# یوریت کرون
یوریت کرون (هلندی: Jorrit Croon؛ زادهٔ ۹ اوت ۱۹۹۸) بازیکن هاکی روی چمن اهل هلند است.